# Личке бригаде НОВЈ
Током Народноослободилачке борбе народа Југославије, од 1941. до 1945. године на подручју Лике су формиране четири бригаде Народноослободилачке војске Југуославије од којих су три носиле назив личке.
Прва, Друга и Трећа личка бригада су се налазиле у саставу Шесте личке дивизије и 19. марта 1944. године су проглашене за пролетерске, а касније су и одликоване Орденом народног хероја.

## Списак личких бригада
| назив                                  | датум формирања     | место формирања    | одликовања          |
| -------------------------------------- | ------------------- | ------------------ | ------------------- |
| Прва личка пролетерска ударна бригада  | 8. јул 1942.        | Тоболић, код Слуња | ОНХ, ОНО, ОПЗ и ОБЈ |
| Друга личка пролетерска ударна бригада | 19. август 1942.    | Крбавско поље      | ОНХ, ОНО, ОПЗ и ОБЈ |
| Трећа личка пролетерска ударна бригада | 15. септембар 1942. | Могорић            | ОНХ, ОНО, ОПЗ и ОБЈ |
| Прва бригада Оперативног штаба за Лику | 1. јануар 1944.     | Подлапац           | ОЗН                 |